# Godefroid III de Basse-Lotharingie
 (mai 2009).
Si vous disposez d'ouvrages ou d'articles de référence ou si vous connaissez des sites web de qualité traitant du thème abordé ici, merci de compléter l'article en donnant les références utiles à sa vérifiabilité et en les liant à la section « Notes et références ».
Pour les articles homonymes, voir Bossu (homonymie).
Godefroy III de Basse-Lotharingie , aussi appelé Godefroid IV d'Ardenne, dit « le Bossu », mort le 27 février 1076 à Flardingue, fils de Godefroy III « le Barbu », duc de Haute-Lotharingie puis de Basse-Lotharingie, et de son épouse Doda. Il est duc de Basse-Lotharingie de 1069 à 1076.
En 1069, Godefroy succède à son père et épouse Mathilde de Toscane, fille de Boniface III, marquis de Toscane, et de Béatrice de Bar. Ils n'eurent qu'une fille, Béatrice (1071 † 29 janvier 1071). Ce mariage est un échec : dès 1071, les époux vivent séparément. Dans la querelle des Investitures, Mathilde est partisane du pape Grégoire VII (parti guelfe), tandis que Godefroy soutient l'empereur germanique Henri IV (parti gibelin).
Il combat le duc de Saxe en 1075 pour le compte de l'empereur. En 1076, il soutient l'évêque d'Utrecht attaqué par son vassal Thierry V, comte de Hollande, et par Robert le Frison, comte de Flandre. 
Godefroy est assassiné alors qu'il s'apprête à livrer combat au bord de l'Escaut. Malgré l'opposition de Mathilde, il a désigné pour lui succéder son neveu Godefroy de Bouillon, mais l'empereur préfère nommer son fils Conrad II. Ce n'est qu'en 1087 que Godefroy de Bouillon récupère la Basse-Lotharingie.

## Source
- Gottfried IV. der Bucklige Herzog von Nieder-Lothringen (1069-1076).